# Venezolanische Fußballnationalmannschaft (U-20-Männer)
Die venezolanische U-20-Fußballnationalmannschaft ist eine Auswahlmannschaft venezolanischer Fußballspieler. Sie unterliegt der Federación Venezolana de Fútbol und repräsentiert sie international auf U-20-Ebene, etwa in Freundschaftsspielen gegen die Auswahlmannschaften anderer nationaler Verbände oder bei der U-20-Südamerikameisterschaft und der U-20-Weltmeisterschaft.
Die Mannschaft qualifizierte sich bislang zweimal für eine WM. 2009 erreichte sie dabei das Achtelfinale, das jedoch gegen die Vereinigten Arabischen Emirate verloren wurde. 2017 erreichte sie das Finale.
Bei Südamerikameisterschaften erreichte sie 1954 den dritten Platz und wurde (2009) Vierter.

## Teilnahme an U-20-Weltmeisterschaften
| 1977 | nicht qualifiziert |
| 1979 | nicht teilgenommen |
| 1981 | nicht qualifiziert |
| 1983 | nicht qualifiziert |
| 1985 | nicht qualifiziert |
| 1987 | nicht teilgenommen |
| 1989 | nicht qualifiziert |
| 1991 | nicht qualifiziert |
| 1993 | nicht teilgenommen |
| 1995 | nicht qualifiziert |
| 1997 | nicht qualifiziert |
| 1999 | nicht qualifiziert |
| 2001 | nicht qualifiziert |
| 2003 | nicht qualifiziert |
| 2005 | nicht qualifiziert |
| 2007 | nicht qualifiziert |
| 2009 | Achtelfinale       |
| 2011 | nicht qualifiziert |
| 2013 | nicht qualifiziert |
| 2015 | nicht qualifiziert |
| 2017 | 2. Platz           |
| 2019 | nicht qualifiziert |
| 2023 | nicht qualifiziert |
| 2025 | nicht qualifiziert |

## Teilnahme an U-20-Südamerikameisterschaften
| 1954 | 3. Platz           |
| 1958 | 6. Platz           |
| 1964 | 7. Platz           |
| 1967 | Vorrunde           |
| 1971 | Vorrunde           |
| 1974 | Vorrunde           |
| 1975 | nicht teilgenommen |
| 1977 | Vorrunde           |
| 1979 | nicht teilgenommen |
| 1981 | Vorrunde           |
| 1983 | Vorrunde           |
| 1985 | Vorrunde           |
| 1987 | nicht teilgenommen |
| 1988 | Vorrunde           |
| 1991 | Vorrunde           |
| 1992 | nicht teilgenommen |
| 1995 | Vorrunde           |
| 1997 | 5. Platz           |
| 1999 | Vorrunde           |
| 2001 | Vorrunde           |
| 2003 | Vorrunde           |
| 2005 | 6. Platz           |
| 2007 | Vorrunde           |
| 2009 | 4. Platz           |
| 2011 | Vorrunde           |
| 2013 | Vorrunde           |
| 2015 | Vorrunde           |
| 2017 | 3. Platz           |
| 2019 | 6. Platz           |
| 2023 | 5. Platz           |
| 2025 | Vorrunde           |